# Veronika Sabolová
Veronika Sabolová (* 20. März 1980 in Košice) ist eine slowakische Rennrodlerin.
Veronika Sabolová ist Sportlehrerin und lebt in Košice. Seit 1990 rodelt sie und gehört dem slowakischen Nationalkader seit 1995 an. Sie debütierte als 16. in der Saison 1998/99 im Rennen von Oberhof im Rennrodel-Weltcup. Ihr bestes Jahr hatte sie in der Saison 2002/03. Sie wurde 14. der Weltcup-Gesamtwertung und erreichte mit einem elften Platz in Igls ihr bis zu diesem Zeitpunkt bestes Einzelergebnis im Weltcup. 2003/04 konnte sie in Königssee als Neunte ihr bestes Rennen liefern.
Dreimal nahm die Slowakin an Olympischen Spielen teil. 2002 wurde sie in Salt Lake City 21., vier Jahre später in Turin kam sie auf den 19. Rang. Beim Olympischen Rennrodelwettbewerb 2010 im kanadischen Vancouver erreichte sie mit Platz 14 ihr bestes Ergebnis bei Olympischen Winterspielen.
Bei den Rennrodel-Weltmeisterschaften 2001 in Calgary belegte Sabolová Rang 23 und Rang zehn mit der Mannschaft, 2003 in Sigulda verpasste sie als Vierte mit der Mannschaft knapp eine Medaille. Sabolovás erfolgreichstes Großereignis wurde die Rennrodel-Weltmeisterschaften 2004 in Nagano, wo sie Zehnte im Einzel und Fünfte mit der Mannschaft wurde. In Park City wurde sie 2005 mit über 10 Sekunden Rückstand auf die Gewinnerin Sylke Otto 31. im Einzelwettbewerb. Mit ihren Mannschaftskollegen erreichte sie den siebenten Rang. 2007 belegte sie in Igls im Damenwettkampf Rang 25 und wurde mit der Mannschaft Siebte. Das gleiche Ergebnis erreichte sie 2008 in Oberhof. Verbessern konnte sich Sablová bei den Weltmeisterschaften 2009 im US-amerikanischen Lake Placid. Dort erreichte sie im Einzel den 25. Platz und mit der Mannschaft den fünften. Bei ihrer letzten WM-Teilnahme 2011 im italienischen Cesana wurde sie 15. Der Staffelwettbewerb war aufgrund technischer Probleme abgesagt worden.
Das erste Mal nahm Sablová 2002 an der Europameisterschaft im Rennrodeln teil. Im Einzel erreichte sie dabei in Altenberg den 22. Platz sowie im Teamwettkampf den Achten. Ihre erfolgreichste Europameisterschaft fuhr die Slowakin 2004 in Oberhof. Dort wurde sie 13. im Einzel und Vierte mit der Mannschaft. Zwei Jahre später gelangen ihr in Winterberg die Plätze 15 im Einzel- und sechs im Teamwettbewerb. Den 18. Rang erreichte sie bei den Europameisterschaften 2008 in Cesana. 2010 wurde sie erneut 15. im Einzelwettkampf.